# Alectrurus risora
El yetapá de collar (en Argentina y Paraguay) o yetapá acollarado (Alectrurus risora), también denominado tijereta de las pajas (en Uruguay) o jetapá'i (en guaraní),  es una especie de ave paseriforme de la familia Tyrannidae, una de las dos pertenecientes al género Alectrurus. Es nativa del centro sur de Sudamérica. Habita principalmente el sur del Paraguay y el norte de Argentina, concentrándose en las provincias de Formosa y Corrientes. En grave retroceso por la destrucción de su hábitat, está considerado vulnerable por la Unión Internacional para la Conservación de la Naturaleza (IUCN) y consta en el Apéndice I de CITES.

## Descripción
Mide 20 cm de longitud, los machos en período reproductivo, con su larga cola llegan a medir 31 cm. Pesa un promedio de 21 a 25 g. El pico es rosado amarillento. La base de la mandíbula amarillenta. Patas gris oscuro. Iris pardo. El macho tiene la cabeza y parte dorsal negras con las plumas ribeteadas de ocráceo. Rabadilla gris. La garganta es blanca, pero pierde las plumas en la época reproductiva exponiendo la piel rojo salmón. Ancha franja negra con las plumas ribeteadas de ocráceo en el pecho. La región ventral es blanquecina. Alas pardas con las plumas ribeteadas de blanquecino. Cola parda y ocre, con dos plumas extraordinariamente alargadas negras que emergen desde el crissum y se curvan (de forma que son perpendiculares y por debajo del resto de la cola), que se reducen al raquis en la base pero con el resto del vexilo bien ancho. Aves en mudanza tienen las largas plumas de la cola reducidas y el plumaje más moteado. La hembra tiene la cabeza y dorsal, pardas ocráceas, la garganta blanquecina. Franja ocre en el pecho. Región ventral ocrácea. Alas pardas y ocres. Cola parda y ocre, con dos plumas negras alargadas, estructuralmente como en el macho, pero prácticamente reducidas al raquis y que terminan en pequeñas raquetas.

## Distribución y hábitat
Su área de distribución comprendía el sur de Brasil (localmente en Mato Grosso do Sul, São Paulo, Río Grande do Sul), norte de Argentina (este de Formosa y Misiones al sur hasta Córdoba y norte de Buenos Aires), este de Paraguay y Uruguay.
Actualmente ocurre principalmente en el sur de Paraguay (en los departamentos de Presidente Hayes, Amambay, Central, Cordillera, Alto Paraná, Paraguarí, Guairá, Misiones, Itapúa y San Pedro) y en el noreste de Argentina (Corrientes, este de Formosa, y raramente en el Chaco y Misiones). Tal vez hubo una catastrófica pérdida de hábitats en Brasil, el último registro ocurrió en Río de Janeiro en 1974, con registros más antiguos en Mato Grosso, São Paulo y Río Grande del Sur; en Uruguay, donde antiguamente era un reproductor poco común y donde hay apenas un registro no confirmado desde 1986; y en Argentina (Santiago del Estero, Santa Fe, Entre Ríos, Córdoba, San Luis y Buenos Aires). En  1993, la población en Corrientes se estimaba en cerca de 23 000 aves, pero los registros recientes indican que los números en Chaco y Formosa son considerablemente menores. Actualmente, la especie ocupa solamente 10% de su área histórica en Argentina.
En 2012, un ejemplar hembra fue registrado en Bonito, Mato Grosso do Sul, Brasil, en julio de 2020 un ejemplar macho en Foz do Iguaçu, Paraná y en 2022 hembras fueron registradas en la [[Parque nacional de la Serra da Canastra]] en Gerais, en el litoral y extremo sur de Río Grande del Sur y nuevamente en Mato Grosso do Sul.

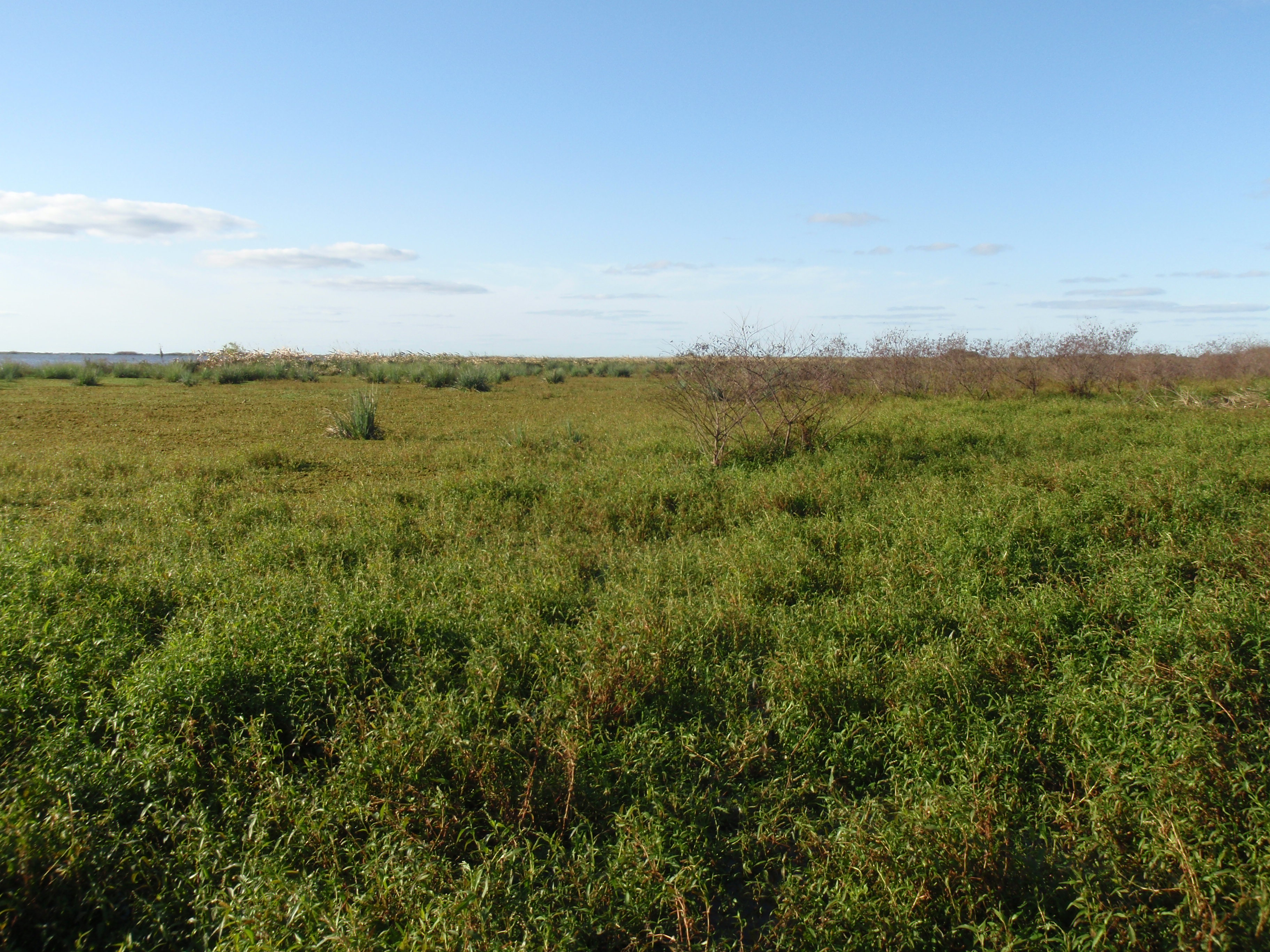
Pastizales naturales húmedos, el hábitat de la especie, en esteros del Iberá, Corrientes, Argentina.

En las zonas que ocupaba antiguamente en el noreste de Argentina era parcialmente migratorio, con aves alcanzando la provincia de Buenos Aires al sur durante la temporada reproductiva y Brasil en los inviernos; pero hoy, con la reducción de su hábitat, es casi invariablemente residente. En Paraguay es sedentario, permaneciendo inclusive cuando los pastizales han sido quemados.
Habita pastizales húmedos, en las inmediaciones de esteros o bañados, hasta los 500 m de altitud. Aparentemente requiere pastizales relativamente altos, entre 1 y 1,5 m.

## Comportamiento
Se posa en hierbas altas o en alambrados. Caza en vuelo, en el suelo o entre pastos. Los machos realizan llamativos vuelos nupciales a partir de julio. En otoño e invierno se forman grupos de hasta 30 ejemplares entre juveniles y adultos. La especie es polígama, los machos mantienen territorio donde reproducen con hasta cuatro hembras. El vuelo de los machos es lento y trabajoso, debido a su larga cola.

### Alimentación
Su dieta consiste de insectos: arañas (Lycosa), orugas de lepidópteros, libélulas, efímeos, mántidos, dípteros y ortópteros. Ha sido observado siguiendo hormigas legionarias (Labidus praedator) y armadillos Euphractus sexcinctus para forrajear insectos.

### Reproducción
El sistema de apareamiento es complejo, similar a leks, involucrando grupos reproductores con machos monógamos y polígamos, que pueden mantenerse por más de 10 años.
La nidificación ocurre entre mediados de septiembre y mediados de enero. Construye un nido elaborado en formato de semiesfera, hecho de fibras vegetales, inflorescencias, raíces y tallos. Internamente, forrado de fibras finasexuvias, pelos y plumas. Oculto en el suelo o a baja altura. Se han registrado nidos en tacurúes cubiertos de pastos. La construcción demora entre 7 y 11 días. Deposita tres huevos ovoidales, blanco cremosos, que miden en promedio 22 x 17 mm. El período de incubación es de 16 días. La permanencia de los pichones en el nido varía entre 12 y 15 días. Únicamente la hembra construye el nido, incuba y cría a los pichones.

### Vocalización
Es prácticamente silencioso la mayor parte del tiempo, pero se han registrado algunos llamados inconspicuos.

## Estado de conservación
Esta especie ha sido calificada como amenazada de extinción en grado vulnerable por la Unión Internacional para la Conservación de la Naturaleza (IUCN) debido a que su área de distribución ha sufrido una gran reducción, y, presumiblemente, también su población total, hoy estimada entre 6000 a 15 000 individuos maduros. Su área total de ocurrencia se estima en 132 000 km², pero solo una parte está efectivamente ocupada.

### Amenazas
Se esperan más reducciones en el futuro, debido a que su hábitat preferencial continúa sujeto a modificaciones por la agricultura extensiva y los proyectos de forestación. Se sospecha que la población esté decayendo rápidamente, en línea con las tasas de pérdida de hábitat dentro de su rango de distribución. En Argentina, las principales amenazas a las poblaciones remanentes vienen de la conversión de pastizales naturales para agricultura y ganadería; más tempranamente, en la región pampeana, por la expansión de los cultivos de maíz, trigo y soja; más tarde, en el Chaco central, por los cultivos de algodón; en Corrientes y Formosa, la ganadería no ha causado modificaciones substanciales a los pastizales naturales, sin embargo, las quemadas para mejoría de los pastos afectan las tasas de reproducción de la especie. Otras amenazas recientes vienen de la expansión de cultivos de soja y arroz y forestaciones de Eucalyptus y Pinus.  En Paraguay las principales amenazas vienen de las forestaciones de Euclyptus, ganadería y cultivo de pastos invasivos, como también de las quemadas excesivas. En el este de Paraguay ha aumentado considerablemente la conversión de humedales y pastizales para campos de arroz. Otros factores, como la erección de la represa de Yacyretá y el embalse creado por la misma, han eliminado antiguas zonas de población.

### Acciones de conservación
La especie está legalmente protegida en Brasil, Paraguay y Uruguay. La población más importante y continua ocurre en Argentina en la reserva natural del Iberá, Corrientes, una reserva provincial establecida en tierras públicas y privadas. También se encuentra protegida en el parque nacional Mburucuyá, Corrientes. En la provincia de Formosa está protegida en el parque nacional Río Pilcomayo, en la reserva privada El Bagual, y en la reserva Guaycolec. En el Chaco, está protegida en el refugio privado El Cachapé. En Paraguay ocurre en bajo número en el propuesto parque nacional San Rafael, reserva protegida por Guyra Paraguay.
El yetapá de collar fue declarado monumento natural por la provincia de Misiones en Argentina mediante la ley n.º 4138 sancionada el 25 de noviembre de 2004 y por la provincia de Formosa por la ley n.º 1583 de 14 de junio de 2012.

## Sistemática

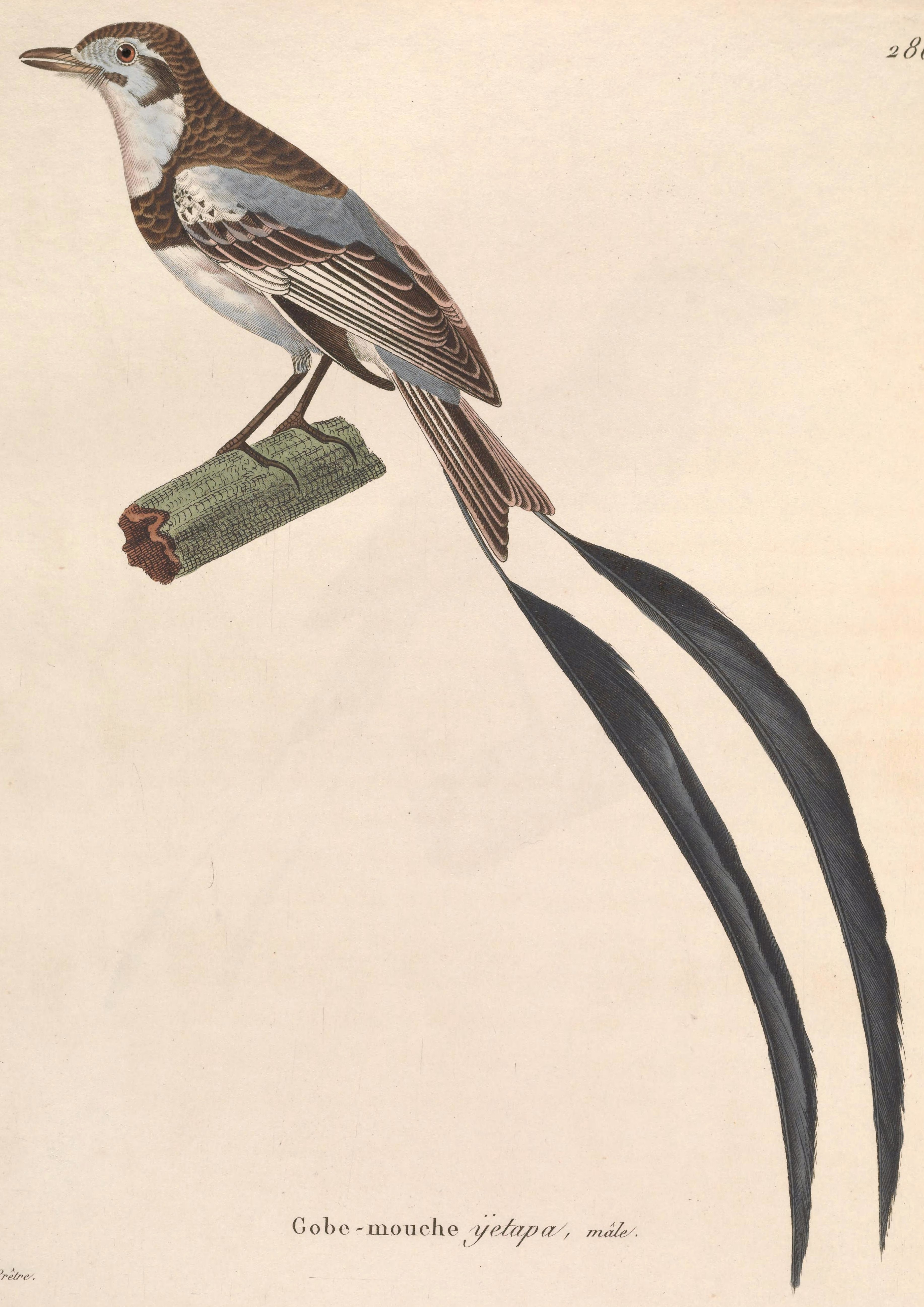
Muscicapa psalura sinónimo de Alectrurus risora (macho), ilustración de Huet le Jeune y Prêtre en Temminck, Nouveau recueil de planches coloriées d'oiseaux, 1838.

### Descripción original
La especie A. risora fue descrita por primera vez por el naturalista francés Louis Pierre Vieillot en 1824 bajo el nombre científico Muscicapa risora; la localidad tipo es «Río Grande del Sur, Brasil».

### Etimología
El nombre genérico masculino «Alectrurus» se compone de las palabras del griego «alektruōn, alektruonos» que significa ‘gallo doméstico’, y «oura» que significa ‘cola’, y el nombre de la especie «risora», deriva del portugués brasileño y significa ‘burlador’.

### Taxonomía
El género parece estar más cercanamente aliado a Fluvicola y Arundinicola. La presente especie ya estuvo colocada anteriormente en un género monotípico, Yetapa, en base principalmente a la cola exagerada y al raquis alargado; sin embargo, presenta patrón de plumaje muy similar al de Alectrurus tricolor, con quien comparte las rectrices externas altamente modificadas y otras numerosas características derivadas, únicas dentro de la familia. Es monotípica.